# Grovsnus
Grovsnus är ett svenskt snus, som tillverkas av företaget Swedish Match. Det har traditionellt sålts som lössnus. 
Med utgångspunkt i receptet på lössnuset, lanserades Grov som Portion 1983 och tjugo år senare även som White Portion.

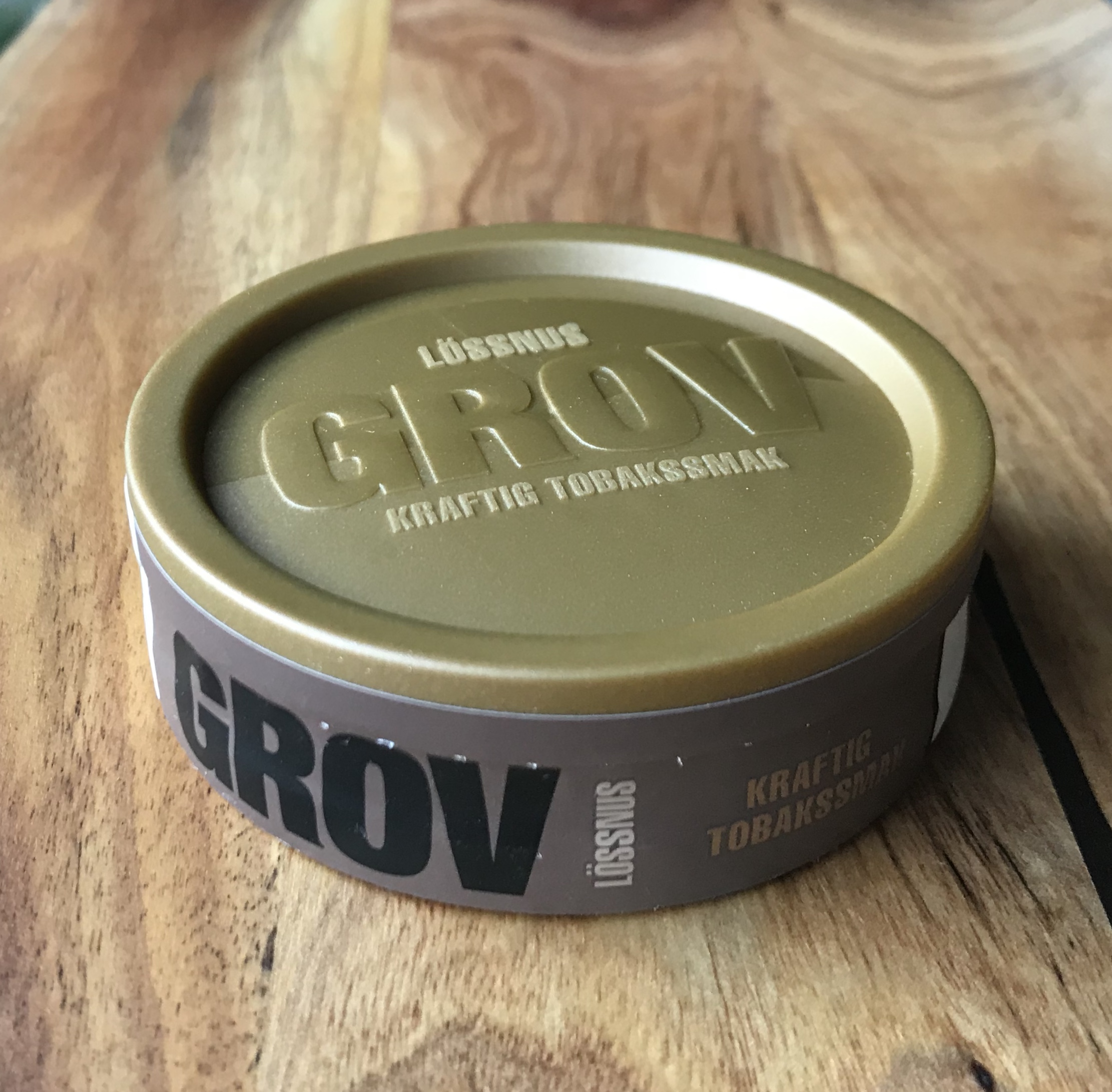
En dosa Grov lös

## Ursprung
Grovmalt snus uppfanns ursprungligen i norra Sverige. Företaget som ursprungligen tillverkade och uppfann grovsnus hette Wilhelm Hellgren & Co och leddes av Wilhelm Hellgren. Företaget växte genom flera uppköp och grovsnus sågs som en allvarlig utmanare till marknadsledaren, Ljunglöfs Ettan.
Ur det tobaksnära, grovmalda snusrecept som skapades av Wilhelm Hellgren & Co år 1872 härstammar dagens Grov. 
Då den svenska tobaksindustrin monopoliserades 1915 flyttades tillverkningen av Grovsnus från Götgatan till Härnösand.